# Arnold Geulincx

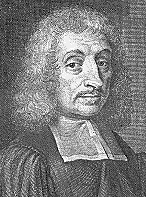
Arnold Geulincx

Arnold Geulincx wymowa nazwiska: Chelinks (ur. 31 stycznia 1624 w Antwerpii, zm. w listopadzie 1669 w Lejdzie), flamandzki filozof i logik, profesor na uniwersytecie w Louvain, a następnie w Lejdzie, współtwórca okazjonalizmu.
Najbardziej znany z dzieł Metaphysica (publikowane w 1691) i Ethica (publikowane pod pseudonimem Philaretus w 1675), wydanych dopiero po jego śmierci.